# Simple hommes WH2 de badminton aux Jeux paralympiques d'été de 2024
Navigation
Tokyo 2020
Le simple hommes WH2 de badminton aux Jeux paralympiques d'été de 2024 se déroule du 29 août au 2 septembre 2024 à l'Arena Porte de la Chapelle, en France. Il s’agit de la deuxième apparition de l’épreuve aux Jeux paralympiques d'été.
Lors de l'édition précédente à Tokyo en 2020, la compétition est remportée par le japonais Daiki Kajiwara.

## Organisation

### Lieu de la compétition
Le tournoi paralympiques de badminton a lieu à l'arena Porte de la Chapelle, située dans le 18e arrondissement de Paris, en France. Construit spécialement pour les Jeux, ce complexe polyvalent peut accueillir jusqu'à 8 000 spectateurs.
Outre les épreuves de para badminton, le site accueillera également celles de l'haltérophilie et, lors des Jeux olympiques, les épreuves de badminton et de gymnastique rythmique.
| Paris 18e                  | \| Arena Porte de la Chapelle \| |
| Arena Porte de la Chapelle | \| Arena Porte de la Chapelle \| |
| Capacité: 8 000            | \| Arena Porte de la Chapelle \| |
| Site de la compétition.    | \| Arena Porte de la Chapelle \| |
| Arena Porte de la Chapelle |                                  |

### Classification
Les badistes reçoivent une classification en fonction du type et de l'ampleur de leur handicap,. Le système de classification permet de rivaliser avec les autres joueurs avec le même niveau de handicap.
Pour cette épreuve, les badistes sont catégorisés en WH2. Il s’agit de joueur assis en fauteuil roulant (wheelchair). L'athlète dispose d’un équilibre du tronc normal ou proche de la normale.
Il existe également cinq autres catégorie détaillées dans le tableau suivant :
| Catégorie | Observations |
| --------- | --- |
| WH1       | Joueur assis en fauteuil roulant (wheelchair). L'athlète dispose d’un mauvais ou ne dispose pas d’équilibre du tronc. |
| WH2       | Joueur assis en fauteuil roulant (wheelchair). L'athlète dispose d’un équilibre du tronc normal ou proche de la normale. |
| SL3       | Joueur debout membre inférieur (standing/lower limb impairment minor). L'athlète marche ou court avec un boitement dû au handicap ou à l’absence de membre inférieur. |
| SL4       | Joueur debout membre inférieur (standing/lower limb impairment severe). L'athlète peut marcher avec une légère mou mais se déplace de manière fluide. |
| SU5       | Joueur debout membre supérieur (standing/upper limb impairment). L'athlète est limité dans la fonction de base du membre supérieur ou par l’absence du membre supérieur. La déficience peut concerner le « bras raquette » ou le « bras non-raquette » mais les critères sont différents. |
| SH6       | Joueur de petite taille (standing/short stature) (par exemple atteint d'achondroplasie). L'athlète doit entre autres mesurer au maximum 145 cm pour les hommes et 137 cm pour les femmes.                                                                                                 |

## Participants

### Nations participantes
| Afrique | Amériques | Asie   | Europe   | Océanie |
| ------- | --------- | ------ | -------- | ------- |
|         |           |        | - France |         |
| - pays  | - pays    | - pays | - pays   | - pays  |

## Médaillés
| Or                   | Argent             | Bronze             |
| Daiki Kajiwara (JPN) | Chan Ho Yuen (HKG) | Kim Jung-jun (KOR) |

## Résultats détaillés

### Phase de groupes

#### Groupe A
|   | Joueur                 | Pts | MJ | G | P | SG | SP | PG | PP |
| - | ---------------------- | --- | -- | - | - | -- | -- | -- | -- |
| 1 | Daiki Kajiwara (JPN)   | 2   | 2  | 2 | 0 | 4  | 0  | 84 | 42 |
| 2 | Takumi Matsumoto (JPN) | 1   | 2  | 1 | 1 | 2  | 2  | 64 | 67 |
| 3 | Luca Olgiati (SUI)     | 0   | 2  | 0 | 2 | 0  | 4  | 45 | 84 |

| Date    | Horaire | Joueur 1         | Score | Joueur 2         | Set 1 | Set 2 | Set 3 |
| ------- | ------- | ---------------- | ----- | ---------------- | ----- | ----- | ----- |
| 30 août | 9 h 35  | Daiki Kajiwara   | 2–0   | Takumi Matsumoto | 21–4  | 21–18 |       |
| 30 août | 20 h 21 | Takumi Matsumoto | 2–0   | Luca Olgiati     | 21–10 | 21–15 |       |
| 31 août | 16 h 5  | Daiki Kajiwara   | 2–0   | Luca Olgiati     | 21–10 | 21–10 |       |

#### Groupe B
|   | Joueur              | Pts | MJ | G | P | SG | SP | PG  | PP |
| - | ------------------- | --- | -- | - | - | -- | -- | --- | -- |
| 1 | Kim Jung-jun (KOR)  | 2   | 2  | 2 | 0 | 4  | 1  | 106 | 67 |
| 2 | Thomas Jakobs (FRA) | 1   | 2  | 1 | 1 | 3  | 2  | 82  | 86 |
| 3 | Amir Levi (ISR)     | 0   | 2  | 0 | 2 | 0  | 4  | 49  | 84 |

| Date    | Horaire | Joueur 1      | Score | Joueur 2      | Set 1 | Set 2 | Set 3 |
| ------- | ------- | ------------- | ----- | ------------- | ----- | ----- | ----- |
| 30 août | 10 h 1  | Kim Jung-jun  | 2–1   | Thomas Jakobs | 22–24 | 21–8  | 21–8  |
| 30 août | 21 h 7  | Thomas Jakobs | 2–0   | Amir Levi     | 21–12 | 21–10 |       |
| 31 août | 16 h 40 | Kim Jung-jun  | 2–0   | Amir Levi     | 21–15 | 21–12 |       |

#### Groupe C
|   | Joueur                      | Pts | MJ | G | P | SG | SP | PG  | PP  |
| - | --------------------------- | --- | -- | - | - | -- | -- | --- | --- |
| 1 | Yu Soo-young (KOR)          | 2   | 2  | 2 | 0 | 4  | 1  | 106 | 76  |
| 2 | Mai Jianpeng (CHN)          | 1   | 2  | 1 | 1 | 2  | 3  | 82  | 102 |
| 3 | Rick Cornell Hellmann (GER) | 0   | 2  | 0 | 2 | 2  | 4  | 102 | 112 |

| Date    | Horaire | Joueur 1     | Score | Joueur 2              | Set 1 | Set 2 | Set 3 |
| ------- | ------- | ------------ | ----- | --------------------- | ----- | ----- | ----- |
| 30 août | 10 h 1  | Yu Soo-young | 2–0   | Mai Jianpeng          | 21–9  | 24–22 |       |
| 30 août | 21 h 7  | Mai Jianpeng | 2–1   | Rick Cornell Hellmann | 21–19 | 9–21  | 21–17 |
| 31 août | 16 h 40 | Yu Soo-young | 2–1   | Rick Cornell Hellmann | 19–21 | 21–17 | 21–7  |

#### Groupe D
|   | Joueur                   | Pts | MJ | G | P | SG | SP | PG | PP |
| - | ------------------------ | --- | -- | - | - | -- | -- | -- | -- |
| 1 | Chan Ho Yuen (HKG)       | 2   | 2  | 2 | 0 | 4  | 0  | 84 | 40 |
| 2 | Jaime Aránguiz (CHI)     | 1   | 2  | 1 | 1 | 2  | 2  | 60 | 70 |
| 3 | Noor Azwan Noorlan (MAS) | 0   | 2  | 0 | 2 | 0  | 4  | 50 | 84 |

| Date    | Horaire | Joueur 1       | Score | Joueur 2           | Set 1 | Set 2 | Set 3 |
| ------- | ------- | -------------- | ----- | ------------------ | ----- | ----- | ----- |
| 30 août | 11 h 12 | Chan Ho Yuen   | 2–0   | Jaime Aránguiz     | 21–10 | 21–8  |       |
| 30 août | 21 h 3  | Jaime Aránguiz | 2–0   | Noor Azwan Noorlan | 21–15 | 21–13 |       |
| 31 août | 17 h 12 | Chan Ho Yuen   | 2–0   | Noor Azwan Noorlan | 21–11 | 21–11 |       |

### Phase à élimination directe
|  |                      |              |                    |              |                               |    |    |             |        |        |        |        |
|  | Demi-finales         | Demi-finales | Demi-finales       | Demi-finales | Demi-finales                  |    |    | Finale      | Finale | Finale | Finale | Finale |
|  | 1er septembre        |              |                    |              |                               |    |    |             |        |        |        |        |
|  |                      |              |                    |              |                               |    |    |             |        |        |        |        |
|  | Daiki Kajiwara (JPN) | A1           | 21                 | 21           |                               |    |    |             |        |        |        |        |
|  | Daiki Kajiwara (JPN) | A1           | 21                 | 21           | 2 septembre                   |    |    |             |        |        |        |        |
|  | Kim Jung-jun (KOR)   | B1           | 17                 | 9            |                               |    |    |             |        |        |        |        |
|  | Kim Jung-jun (KOR)   | B1           | 17                 | 9            | Daiki Kajiwara (JPN)          | A1 | 21 | 21          |        |        |        |        |
|  | 1er septembre        |              |                    |              | Daiki Kajiwara (JPN)          | A1 | 21 | 21          |        |        |        |        |
|  |                      |              | Chan Ho Yuen (HKG) | D1           | 10                            | 10 |    |             |        |        |        |        |
|  | Yu Soo-young (KOR)   | C1           | Chan Ho Yuen (HKG) | D1           | 10                            | 10 | 21 | 10          |        |        |        |        |
|  | Yu Soo-young (KOR)   | C1           |                    |              |                               |    | 21 | 10          |        |        |        |        |
|  | Chan Ho Yuen (HKG)   | D1           | 23                 | 21           |                               |    |    |             |        |        |        |        |
|  | Chan Ho Yuen (HKG)   | D1           | 23                 | 21           | Match pour la troisième place |    |    |             |        |        |        |        |
|  |                      |              |                    |              |                               |    |    |             |        |        |        |        |
|  |                      |              |                    |              |                               |    |    | 2 septembre |        |        |        |        |
|  |                      |              |                    |              |                               |    |    |             |        |        |        |        |
|  | Kim Jung-jun (KOR)   | B1           | 19                 | 21           | 24                            |    |    |             |        |        |        |        |
|  | Kim Jung-jun (KOR)   | B1           | 19                 | 21           | 24                            |    |    |             |        |        |        |        |
|  | Yu Soo-young (KOR)   | C1           | 21                 | 19           | 22                            |    |    |             |        |        |        |        |